# 南京大学
南京大学（ナンキンだいがく、英語: Nanjing University）は、中華人民共和国江蘇省南京市鼓楼区に本部を置く中華人民共和国の国立大学。258年創立、1921年大学設置。大学の略称は南大。
中国の副部級大学の一つである。複数の国家重点実験室も持っている。九校連盟、985工程、211工程、双一流の成員校として、国家重点大学である。本科生15448人、碩士研究生19066人、博士研究生10269人、留学生1332人を有する。

## 歴史
世界で最も古い大学の一つとされ、淵源を三国時代の呉が永安元年（258年）に開設した「太学」に求めている。その後、南京に都を置いた諸王朝の高等教育機関（明朝の南京国子監 (zh:南京国子监) など）として変遷し、清朝末期の1902年に近代教育機関としての三江師範学堂が設立されたとしている。
1902年、南京国子監の跡地（現在の南京市玄武区四牌楼、東南大学四牌楼キャンパスの一部）に設立された三江師範学堂は、1906年に兩江師範学堂と改名した。その後、 1915年南京高等師範学校が開学、1921年に国立東南大学となる。1927年には河海工科・上海商科・江蘇医科など8大学を統合、国立第四中山大学と改称し、総合大学として発展した。1928年に南京が中華民国の首都となると国立中央大学と改称した。当時の中央大学の建築物群は、中央大学旧址として全国重点文物保護単位に指定されている。
第二次世界大戦後、国共内戦中に中国共産党に接収され、1949年8月に国立南京大学になる（1950年10月に単に南京大学と改めた）。1952年7月、南京地域における高等教育機関の大規模な再編が行われた (zh:1952年南京高等学校院系调整) 。この結果、旧南京大学は文理学部（文理学院）を中心とする大学として再編されることとなり、私立金陵大学の文理学部と合併し、新しい南京大学の中心キャンパスも旧金陵大学キャンパスに移動した。一方、文理学部以外の学部は、南京工学院（旧南京大学工学部、現在の東南大学）、南京農学院（旧南京大学農学部、現在の南京農業大学）、南京師範学院（旧南京大学教育学部、現在の南京師範大学）などとして成立した。
台湾には国立中央大学の伝統を引き継ぐ大学がある（桃園市の国立中央大学）。1952年の大学再編を国立中央大学の廃絶と見なした卒業生らによる復興運動を経て、1962年に設立したものである。また、旧称のひとつ「東南大学」は、南京工学院が1988年に改称して使用している。

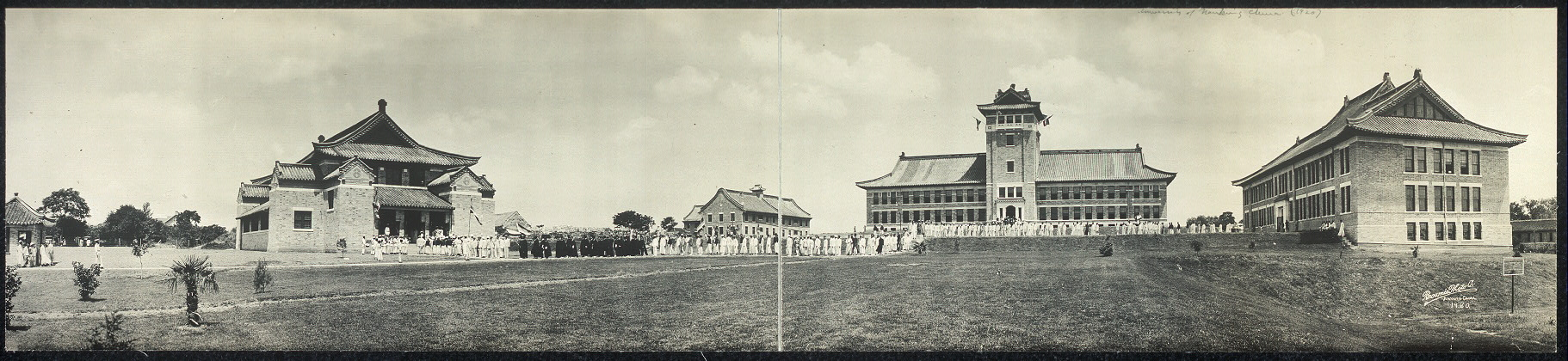
1920年代の南京大学キャンパス（当時は金陵大学キャンパス）

## キャンパス
南京市中心の金陵園鼓楼校区と新しい仙林校区がある。

## 大学評価
タイムズ・ハイアー・エデュケーションによる『THE世界大学ランキング2025』では世界第65位である。上海交通大学による『世界大学学術ランキング2024』では世界82位である。クアクアレリ・シモンズによる「QS世界大学ランキング2025」では世界145位である。

## 歴代総長
近代的な新しい学制を採用した1902年以降の南京大学歴代総長
- 三江師範学堂及び両江師範学堂時代:
  - 繆荃孫(1902，總稽查) 方履中 陳三立 楊覲圭 劉世珩 徐乃昌 李瑞清(1906-1912，監督)
- 南京高等師範学校及び国立東南大学時代:
  - 江謙(1914-1919) 郭秉文（1919-1925) 蔣維喬(代，1926-1927)
- 国立中央大学時代:
  - 張乃燕(1927-1930)  朱家驊(1930-1931) 李四光(代，1932) 羅家倫(1932-1941) 顧孟余(1941-1943)
  - 蔣介石(1943-1944) 顧毓琇(1944-1945) 呉有訓(1945-1947) 周鴻經(1948-1949)
- 原金陵大学（彙文書院）時代:
  - 福開森(1888-1896） 師図爾(1896-1907) 包文(1907-1927) 陳裕光(1927-1951) 李方訓(1951-1952)
- 南京大学時代:
  - 梁希(1949-1951) 潘菽(1951-1957） 郭影秋(1957-1963) 匡亞明(1963-1966，1978-1982)
  - 郭令智(代，1982-1984) 曲欽嶽(1984-1997) 陳懿(代，1996-1997) 蒋樹声（1997-2006.6）陳駿（2006.6-2018.1）呂建（2018.1－今）

## 国際交流
- 南京大学の名誉博士:
  - フランソワ・ミッテラン フランスの大統領
  - ジョージ・H・W・ブッシュ 米国の大統領（中美文化研究中心の確立に貢献した）
  - ボブ・ホーク オーストラリア首相
  - ブトロス・ブトロス＝ガーリ 国際連合の事務総長
  - ヨハネス・ラウ ドイツの大統領（中独法学研究所の発展に貢献した）

## 主な出身者
- 上田信 - 日本の歴史学者、立教大学文学部教授、1983年 - 1985年に留学
- 田剛 - 数学者。1982年卒業
- 孫宅巍 - 中国近代史、特に南京事件の研究者。1962年卒業
- 有田直矢 - サーチナ代表取締役社長。2000年歴史学部修士号取得
- 和菜頭 - ネット作家。ペー族。1997年卒業
- 楊潔篪 - 中国共産党中央政治局委員。南京大学歴史学学部世界史学科卒業
- 華春瑩 - 中国外交部報道官。1992年卒業
- 銀臨 - 中国の歌手

## 日本における協定校
- 北海道大学
- 会津大学
- 立教大学
- 立正大学
- 聖徳大学
- 慶應義塾大学
- 神奈川大学
- 九州大学

部局間協定
- 東洋学園大学 と金陵学院
- 愛知大学 国際中国学研究センターと社会学院
- 流通科学大学 アジア流通研究センターと外国語学院